# Championnat du monde féminin de curling 2005
Navigation
Édition précédente Édition suivante
Le Championnat du monde féminin de curling 2005, vingt-septième édition des championnats du monde de curling, a eu lieu du 19 au 27 mars 2005 à Paisley, au Royaume-Uni. Il est remporté par la Suède.